# Воронец колосистый
Вороне́ц колоси́стый, или Воронец колосови́дный чёрный  (лат. Actaéa spicáta) — многолетнее травянистое растение; типовой вид рода Воронец семейства Лютиковые (Ranunculaceae).

## Ботаническое описание

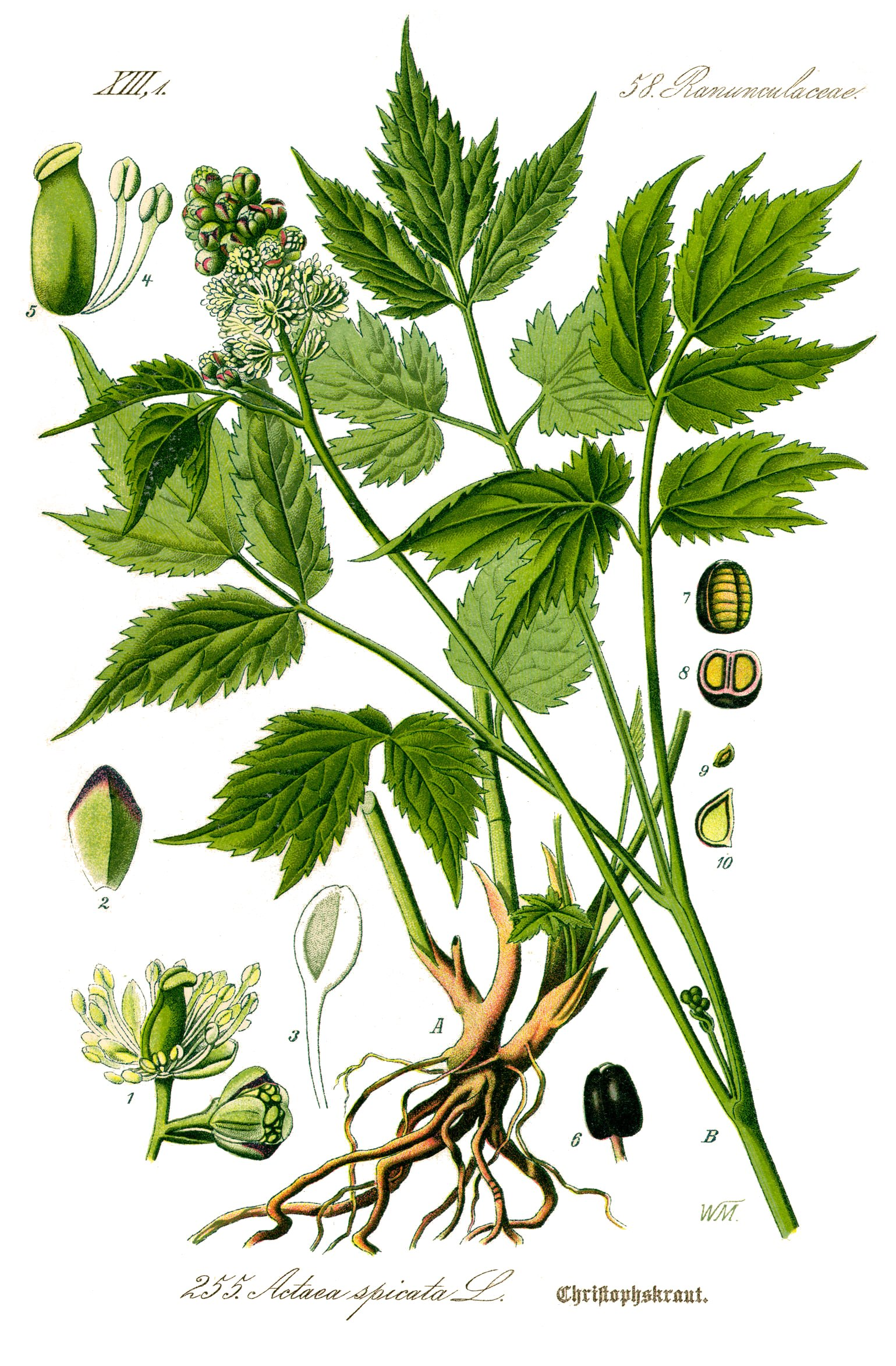

Многолетнее травянистое растение высотой 30—60 (до 70-80) см, с мощным узловатым и многоглавым корневищем и неприятным запахом. Стебель прямостоячий, разветвлённый, гладкий или слегка опушённый, с бурыми чешуйками у основания.
Листья очерёдные, дважды тройчатоперистосложные или дважды тройчатосложные, черешковые, зубчатые по краям. Листочки яйцевидные или широко-овальные или даже почти сердцевидные с круглыми асимметричными краевыми зубцами. Конечные доли коротко заострённые. По жилкам листочки рассеянно опушены реснитчатыми волосками (или же совершенно гладкие).
Мелкие на коротких цветоножках цветки собраны по одному — два в короткие овальные кистевидные соцветия (при плодах вытягиваются в цилиндрическую) на длинных цветоносах, обоеполые правильные белые, кончики лепестков сиреневого оттенка. Чашелистики в числе четырёх — пяти, рано опадающие. Лепестков от двух (четырёх) до шести, они продольно-лопатчатые. Стаминодии слегка удлинённые, равные или немного длиннее завязи. В средней полосе России цветёт в мае — июне.
Плод — продолговатая ягодообразная сочная многосемянная листовка чёрного цвета, в средней полосе России созревает в июле — августе.

## Распространение и экология
Евразийский вид. В Европе растёт почти повсюду, в Азии — в районах с умеренным (Центральная и Передняя Азия) и тропическим климатом (Бутан, Индия, Пакистан).
В России встречается в европейской части (в том числе во всех областях центра) и Западной Сибири. В Сибири является реликтом плиоценовых широколиственных лесов. На Алтае ареал имеет островной характер, значительно оторван от основного.
Гемикриптофит.
Полутенелюбивый, не слишком влаголюбивый вид. Встречается на слабокислых, гумусных, а также на щебнистых и глинистых почвах. Распространён в субальпийском и альпийском поясе, на водоразделах, склонах речных долин, скалистых обнажениях, в тенистых лесах и кустарниковых зарослях.

## Химический состав
Все органы растения содержат алкалоиды, трансаконитовую кислоту, сапонины, семена — жирное масло (27—31 %), а листья — аскорбиновую кислоту.

## Значение и применение
Плоды пригодны для приготовления (при отваривании с квасцами) чёрной краски.
Используется в качестве декоративного растения для групповых посадок в тени и полутени, к почвам и влаге не требовательно. В культуре размножается семенами и делением куста в мае, возможен массовый самосев.

### Применение в медицине

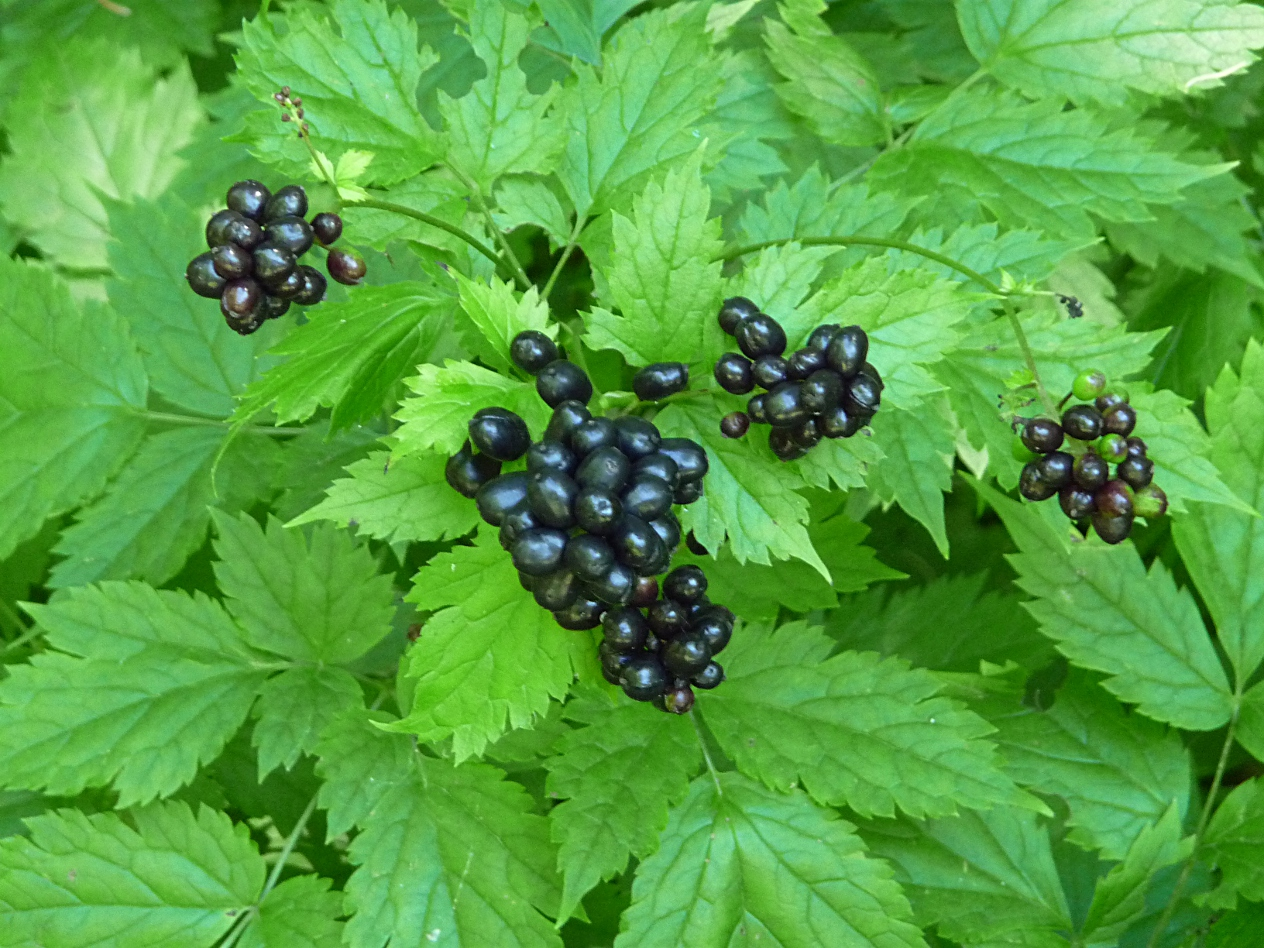
Плоды воронца колосистого

Растение ядовитое, особенно плоды. Сок растения может вызвать на коже волдыри и даже язвы, корни — рвоту и сильное расстройство дыхания, плоды — состояние оглушения.
Официальной медициной не используется.
В народной медицине корни (в виде отвара или в свежем виде) применяли для лечения ревматизма, базедовой болезни, астмы, малярии, как успокаивающее, слабительное и рвотное; надземную часть (траву) — мигрени, носовых кровотечений, эпилепсии и венерических заболеваний; плоды — артрита, анемии, головных болей.
В Сибири надземную часть и плоды использовали при лечении запущенного рака желудка.
Корни и корневища используют в гомеопатии.

## Классификация

### Таксономия
Actaea spicata L., 1753, Sp. Pl. : 504
Вид Воронец колосистый относится к роду Воронец (Actaea) семейства Лютиковые (Ranunculaceae) порядка Лютикоцветные (Ranunculales). Кладограмма в соответствии с Системой APG IV по состоянию на декабрь 2023 года:
|  |                                      |  |                                   |                                   |                     |  | ещё 6 семейств | ещё 6 семейств |                    |  |                        |  | еще 30 подтвержденных видов и 7 видов, ожидающих подтверждения | еще 30 подтвержденных видов и 7 видов, ожидающих подтверждения |  |
|  |                                      |  |                                   |                                   |                     |  | ещё 6 семейств | ещё 6 семейств |                    |  |                        |  | еще 30 подтвержденных видов и 7 видов, ожидающих подтверждения | еще 30 подтвержденных видов и 7 видов, ожидающих подтверждения |  |
|  |                                      |  |                                   | порядок Лютикоцветные             |                     |  |                |                | род Воронец        |  |                        |  |                                                                |                                                                |  |
|  |                                      |  |                                   | порядок Лютикоцветные             |                     |  |                |                | род Воронец        |  | 1 внутривидовой таксон |  |                                                                |                                                                |  |
|  | отдел Цветковые, или Покрытосеменные |  |                                   |                                   | семейство Лютиковые |  |                |                | Воронец колосистый |  |                        |  |                                                                |                                                                |  |
|  | отдел Цветковые, или Покрытосеменные |  |                                   |                                   |                     |  |                |                |                    |  |                        |  |                                                                |                                                                |  |
|  |                                      |  | ещё 63 порядка цветковых растений | ещё 63 порядка цветковых растений |                     |  |                | ещё 53 рода    | ещё 53 рода        |  |                        |  |                                                                |                                                                |  |
|  |                                      |  |                                   | ещё 63 порядка цветковых растений |                     |  |                |                | ещё 53 рода        |  |                        |  |                                                                |                                                                |  |

### Внутривидовые таксоны
Описана одна разновидность: Actaea spicata var. acuminata (Wall. ex Royle) H.Hara (её синоним Actaea acuminata Wall. ex Royle.

### Синонимы
- Actaea corymbosa Stokes
- Actaea densiflora M.Kral
- Actaea nigra G.Gaertn., B.Mey. & Scherb.
- Actaea spicata var. melanocarpa Ledeb.
- Actaea spicata var. nigra L.
- Actaea vulgaris Spach
- Christophoriana spicata Moench
- Christophoriana vulgaris Rupr.